# Rhodostrophia salangensis
Rhodostrophia salangensis là một loài bướm đêm trong họ Geometridae.